# العمايم (زغوان)
العمايم قرية تقع بمعتمدية الفحص من ولاية زغوان. وتبعد عن قعفور بحوالي 32كلم. وبها مدرسة ابتدائية. وهي منطقة فلاحية خصبة